# Vesperoctenus flohri
Vesperoctenus flohri là một loài bọ cánh cứng trong họ Cerambycidae.